# Себастијан Пињера
Мигел Хуан Себастијан Пињера Еченике (шп. Miguel Juan Sebastián Piñera Echenique; Сантијаго де Чиле, 1. децембар 1949 — Ренко, 6. фебруар 2024) био је председник Чилеа. Победио је у другом кругу избора у јануару 2010. године а функцију је преузео 11. марта исте године. Он је познати економиста, бизнисмен, бивши сенатор, и лидер Коалиције за Промене.
Пињера је рођен у Сантијагу као треће од петоро деце Магдалене Ећеникуе Розас и Хосеа Пињере Карваља, који је био чилеански амбасадор у Белгији и Уједињеним нацијама. Ожењен је Сесилијом Морел Монтес са којом има петоро деце.
Дипломирао је економију на Католичком универзитеу Чилеа, а као Фулбрајтов стипендиста наставио је школовање на Универзитету Харвард. Након докторирања на Харварду 1976. г. вратио се у Чиле. Предавао је економију на Универзитету Чилеа, Католичком универзитету Чилеа и Универзитету Адолфо Ибањез.
Пињера је власник 100% акција Чилевижна, националне телевизијске мреже; 27% акција ЛАН ерлајнса; 13% акција фудбалског клуба Коло-Коло, као и још пар познатих чилеанских компанија. Према извештају часописа Форбс поседује богатство од милијарду долара.

### Политичка каријера
Пињера је 1990. г. изабран у Сенат, где је до 1998. г. представљао област Источни Сантијаго, а касније те године улази у партију Национална обнова. Био је председник ове странке од 2001. до 2004. г. Био је кандидат на председничким изборима 2005. г. У првом кругу освојио је друго место, освојивши 25% гласова. Како нико од кандидата није освојио већину, отишло се у други круг, у коме је Пињера изгубио од Мишел Башеле.

### Председнички избори 2009−2010.
Пињера се поново кандидовао на председничким изборима 2009. г. Од августа 2009. г. он води у истраживањима јавног мњења испред бившег председника Едуарда Фреја. На изборима у децембру 2009. г. осваја највећи број гласова око 44%, док Фреј осваја 29%. Пошто поново нико није освојио већину ушло се у други круг.
У другом кругу Пињера побеђује са 51% освојених гласова.

### Председништво
Пињера је инаугурисан у 35. председника Републике Чиле, 11. марта 2010. г. на церемонији одржаној у Валпараису. Церемонију је обележио земљотрес од 6.9 степени, који је узнемирио званице.